# Valdeolea
Valdeolea est une ville espagnole située dans la communauté autonome de Cantabrie.